# Fairview (Utah)
Fairview és una població dels Estats Units a l'estat de Utah. Segons el cens del 2000 tenia 1.160 habitants.

## Demografia
Segons el cens del 2000, Fairview tenia 1.160 habitants, 371 habitatges, i 294 famílies. La densitat de població era de 358,3 habitants per km².
Dels 371 habitatges en un 44,7% hi vivien nens de menys de 18 anys, en un 73% hi vivien parelles casades, en un 5,4% dones solteres, i en un 20,5% no eren unitats familiars. En el 19,4% dels habitatges hi vivien persones soles el 12,7% de les quals corresponia a persones de 65 anys o més que vivien soles. El nombre mitjà de persones vivint en cada habitatge era de 3,11 i el nombre mitjà de persones que vivien en cada família era de 3,58.
Per edats la població es repartia de la següent manera: un 35,8% tenia menys de 18 anys, un 7,8% entre 18 i 24, un 23% entre 25 i 44, un 18,7% de 45 a 60 i un 14,7% 65 anys o més.
L'edat mediana era de 31 anys. Per cada 100 dones de 18 o més anys hi havia 93 homes.
La renda mediana per habitatge era de 34.946 $ i la renda mediana per família de 38.472 $. Els homes tenien una renda mediana de 30.938 $ mentre que les dones 19.107 $. La renda per capita de la població era de 13.506 $. Entorn del 7,8% de les famílies i el 8,9% de la població estaven per davall del llindar de pobresa.

## Poblacions més properes
El següent diagrama mostra les poblacions més properes.